# Carrie
Carrie este primul roman publicat de Stephen King, după mai multe încercări în care a scris mai multe romane, dar care au fost inițial respinse de edituri.

## Prezentare
Carrie, Carrietta White, este o adolescentă timidă și retrasă, care, din copilărie, îndură persecuțiile și ironiile colegilor de școală. Umilințele la care o supun devin pentru ea o tortură de care nu poate scăpa. Mai mult, este și victima fanatismului religios al mamei sale, o ființă violentă și brutală.
Când disperarea ei ajunge la apogeu, Carrie își descoperă o putere înspăimântătoare – telechinezia – care o transformă într-un demon răzbunător. Ea poate să miște, să arunce, să zdrobească și să incendieze orice de la distanță.

## Personaje
- Carrie White
- Margaret White
- Sue Snell
- Billy Nolan
- Chris Hangersen
- Miss Desjardin
- Tommy Ross
- Norma Watson
- Helen Shyres
- Eleanor Snell
- Ruth Gogan
- Tina Blake

## Ecranizări
- Carrie (film din 1976), regia Brian De Palma, cu Sissy Spacek ca Carrie, Piper Laurie ca Margaret, Amy Irving ca Sue, Nancy Allen ca Chris, John Travolta ca Billy, Betty Buckley ca Miss Desjardin a.k.a. Miss Collins și William Katt ca Tommy.
- Furia: Carrie 2, film din 1999, continuarea filmului Carrie din 1976, regia Katt Shea, cu Emily Bergl, Mena Suvari, Jason London și Amy Irving.
- Carrie (film din 2002), film de televiziune, regia David Carsoncu, Angela Bettis, Emilie de Ravin și Patricia Clarkson
- În 2011, MGM și Screen Gems au cumpărat drepturile de autor ale cărții în vederea realizării unui film planificat ca o refacere a filmului din 1976[1]
- Carrie (film din 2013)
- Carrie (muzical)